# Chedrbí
Chedrbí (německy Chedrb) je malá vesnice, část obce Krchleby v okrese Kutná Hora. Nachází se dva kilometry jihozápadna od Krchleb při soutoku Paběnického potoka a Klejnárky.
Chedrbí je také název katastrálního území o rozloze 0,91 km².

## Historie
První písemná zmínka o vesnici pochází z roku 1595.

## Pamětihodnosti
- Usedlost čp. 128

## Galerie

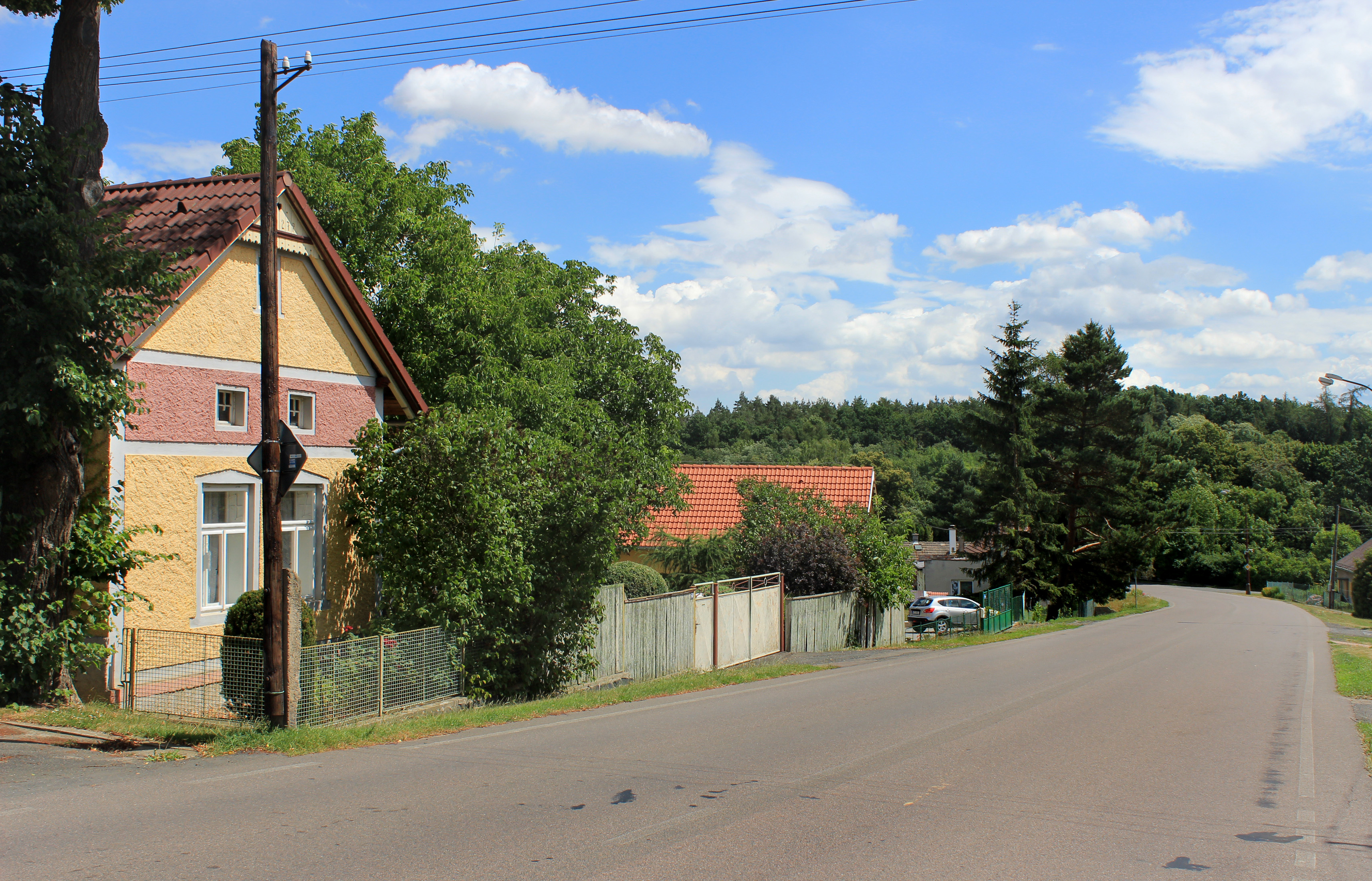
Silnice II/339
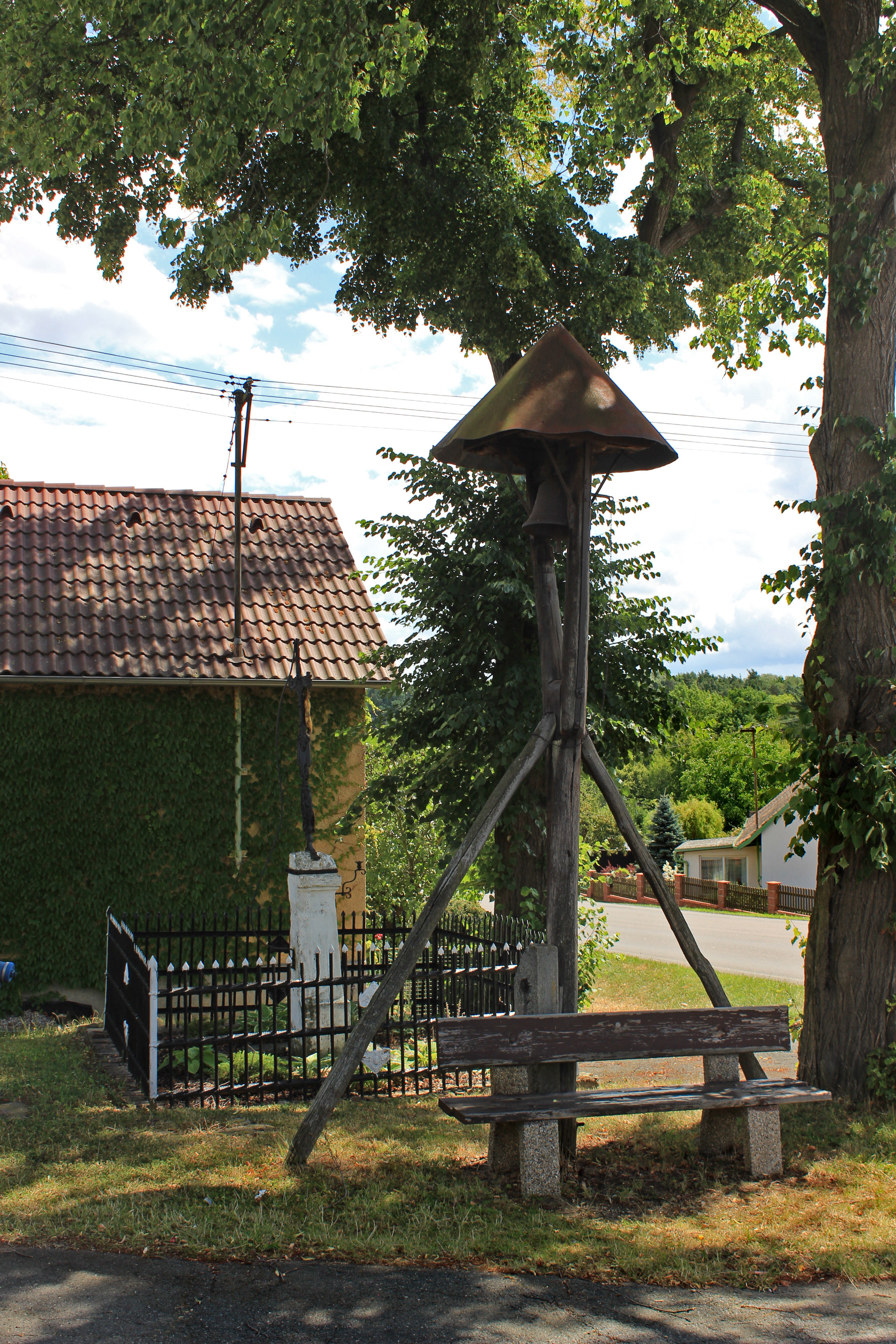
Zvonička na malé návsi
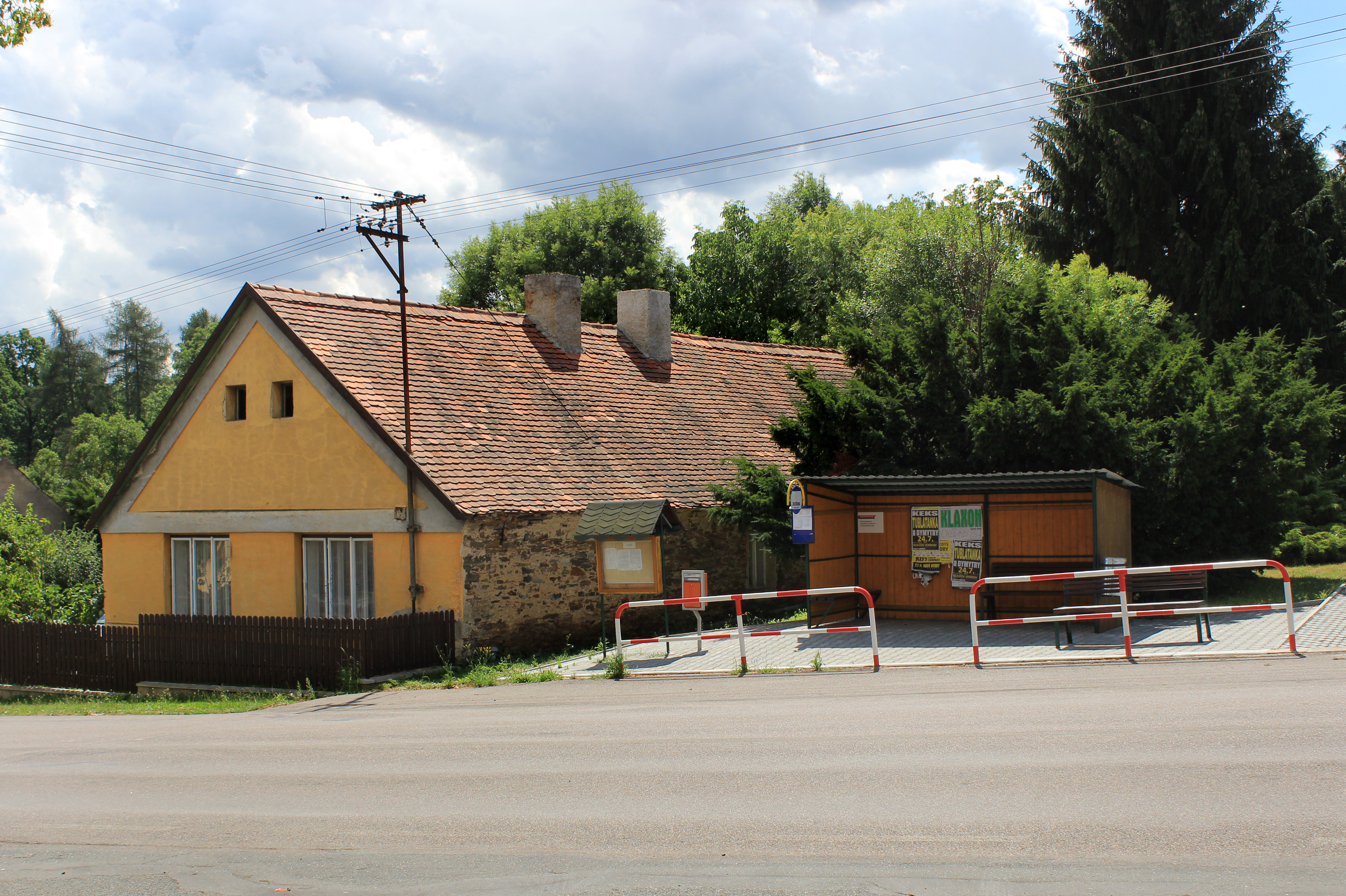
Zastávka